# Санье, Энрик
Энрик Санье-и-Вильявеккия (кат. Enric Sagnier i Villavecchia; 21 марта 1858, Барселона — 1 сентября 1931, Барселона) — испанский и каталонский архитектор, видный представитель стиля модерн в Каталонии.

## Жизнь и творчество
В 1882 году получил диплом архитектора. Работал как над государственными заказами, так и над проектами городских и религиозных учреждений и зданий. Только в Барселоне построив более 30 домов, Э.Санье являлся одним из известнейших и наиболее востребованных каталонских городских архитекторов конца XIX века. Стилистически его творческое наследие разнообразно — это и неоготика (здание Пенсионной кассы), и рококо (каса Арнус), и модерн. Среди наиболее известных, спроектированных им зданий — Дворец Юстиции (совместно с Хосепом Доменеч и Эстапа, 1908 год), церковь капуцинского ордена Матери Божьей Помпейской, капелла Всех Святых монастыря Монтсеррат и Храм Святого Сердца на барселонском холме Тибидабо.
В 1923 году архитектору папой римским Пием XI был пожалован титул маркиза де Санье (Marquis de Sagnier).

## Галерея
- Храм Святого Сердца (Тибидабо)
- Пенсионная касса в Барселоне
- Триумфальная арка короля Альфонсо XIII
- Патронат Рибас, Барселона
- Таможенное управление, Барселона